# 小萨米·戴维斯

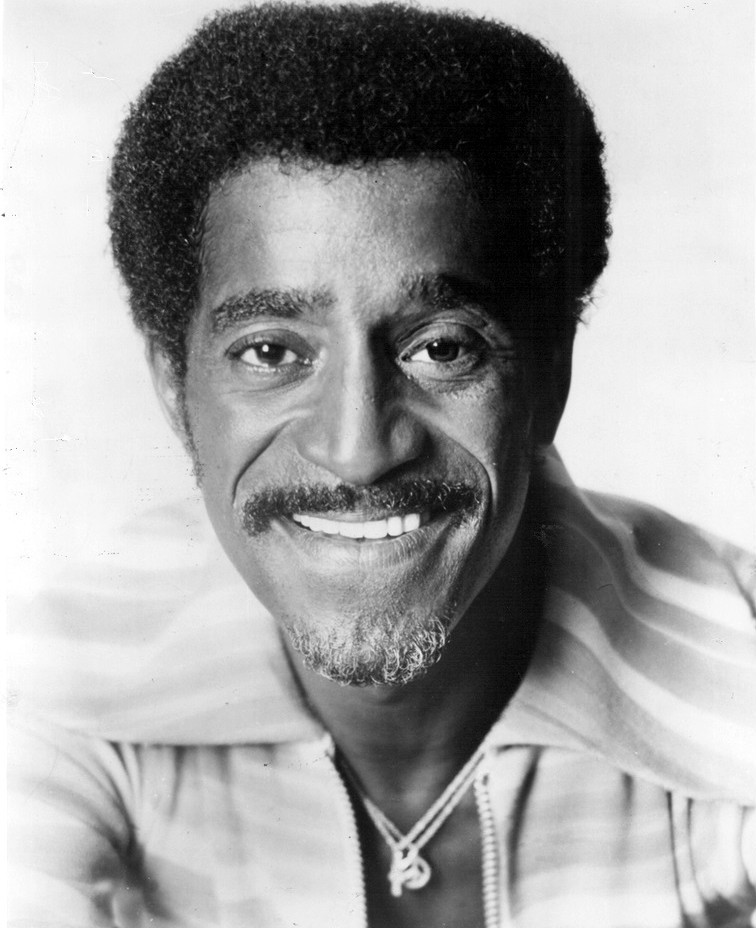
小萨米·戴维斯

小萨米·戴维斯（1925年12月8日 – 1990年5月16日）是一位美国歌手、演员、喜剧演员、舞蹈家和音乐家。1954年，他在一场车祸中失去了左眼。几年后，他皈依猶太教。1972年6月，他的歌曲登顶告示牌百大單曲榜。1987年，他获得肯尼迪中心荣誉奖。